# Miguel Peña Moral
Miguel Peña Moral (12 de marzo de 1897- 1969) fue un atleta español especializado en pruebas de cross y de fondo que fue campeón de España de campo a través en el año 1922 y consiguió participar en la prueba de campo a través en los Juegos Olímpicos de verano de 1924.
En los Juegos Olímpicos de 1924, celebrados en París, participó en la prueba de campo a través recorriendo una distancia de 10.650 metros, el ganador de la competición fue el histórico corredor finlandés Paavo Nurmi. Miguel consiguió terminar la prueba en un meritorio 14º lugar teniendo en cuenta la dureza de la prueba con temperaturas que llegaron a los 45° Celsius.
En pruebas en pista hay que destacar que en los 10000 metros lisos batió el récord vasco con 34.00.0 (1924), marca que duró como tal durante un año, mientras que como récord provincial duró una década.